# Koroljov (krater na Marsu)
Koroljov je udarni krater ispunjen ledom u četverokutu Mare Boreuma na Marsu, koji se nalazi na 73° sjeverne širine i 165° istočne dužine. To je 81.4 kilometara u promjeru i sadrži oko 2.200 kubnih kilometara     vodenog leda, po volumenu usporediv s Velikim medvjeđim jezerom na sjeveru Kanade. Krater je dobio ime po Sergeju Koroljovu (1907. – 1966.), glavnom sovjetskom raketnom inženjeru i dizajneru za vrijeme svemirske utrke 1950-ih i 1960-ih. 
Krater Koroljov nalazi se na Planum Boreumu, sjevernoj polarnoj ravnici koja okružuje sjevernu polarnu ledenu kapu, u blizini dinskog polja Olympia Undae. Rub kratera raste oko 2 kilometara iznad okolnih ravnica. Pod kratera leži oko 2 kilometara ispod ruba, a prekriven je 1,8 kilometara dubokom gomilom trajnog vodenog leda, do 60 kilometara u promjeru.

## Formiranje leda
Led je trajno stabilan jer krater djeluje kao prirodna hladna klopka. Tanki marsovski zrak iznad leda u krateru je hladniji od zraka koji okružuje krater; hladnija lokalna atmosfera je također teža pa tone u formirajući zaštitni sloj, izolirajući led, štiteći ga od topljenja i isparavanja. Najnovija istraživanja pokazuju da je ledena naslaga nastala na mjestu unutar kratera i ranije nije bila dio nekada veće polarne ledene plohe. Led u krateru dio je ogromnih vodenih resursa na polovima Marsa. 
- Krater Koroljov u prirodnim bojama (snimio Mars Express)
- Topografski prikaz kratera Koroljov u boji obojen na osnovu digitalnog modela terena iz podataka letjelice Mars Express
- Karta četverokuta Mare Boreum s glavnim značajkama i kraterima s oznakom
- Mozaik slike visoke rezolucije četverokuta Mare Boreum iz letjelice Viking
- Topografska karta visoke rezolucije četverokuta Mare Boreum s obilježjima i kraterima s podacima Mars Orbiter Laser Altimeter-a (MOLA)